# 阿尔戈西纽
阿尔戈西纽是葡萄牙布拉干萨区的一个堂区。总面积6.95平方公里，总人口40人，人口密度5.75人/平方公里。